# 205. pehotni polk (Italija)
205. pehotni polk Lambro (izvirno italijansko 205º Reggimento fanteria) je bil pehotni polk Kraljeve italijanske kopenske vojske.

## Zgodovina
Med prvo svetovno vojno je bil polk nastanjen na soški fronti.